# Ayuno

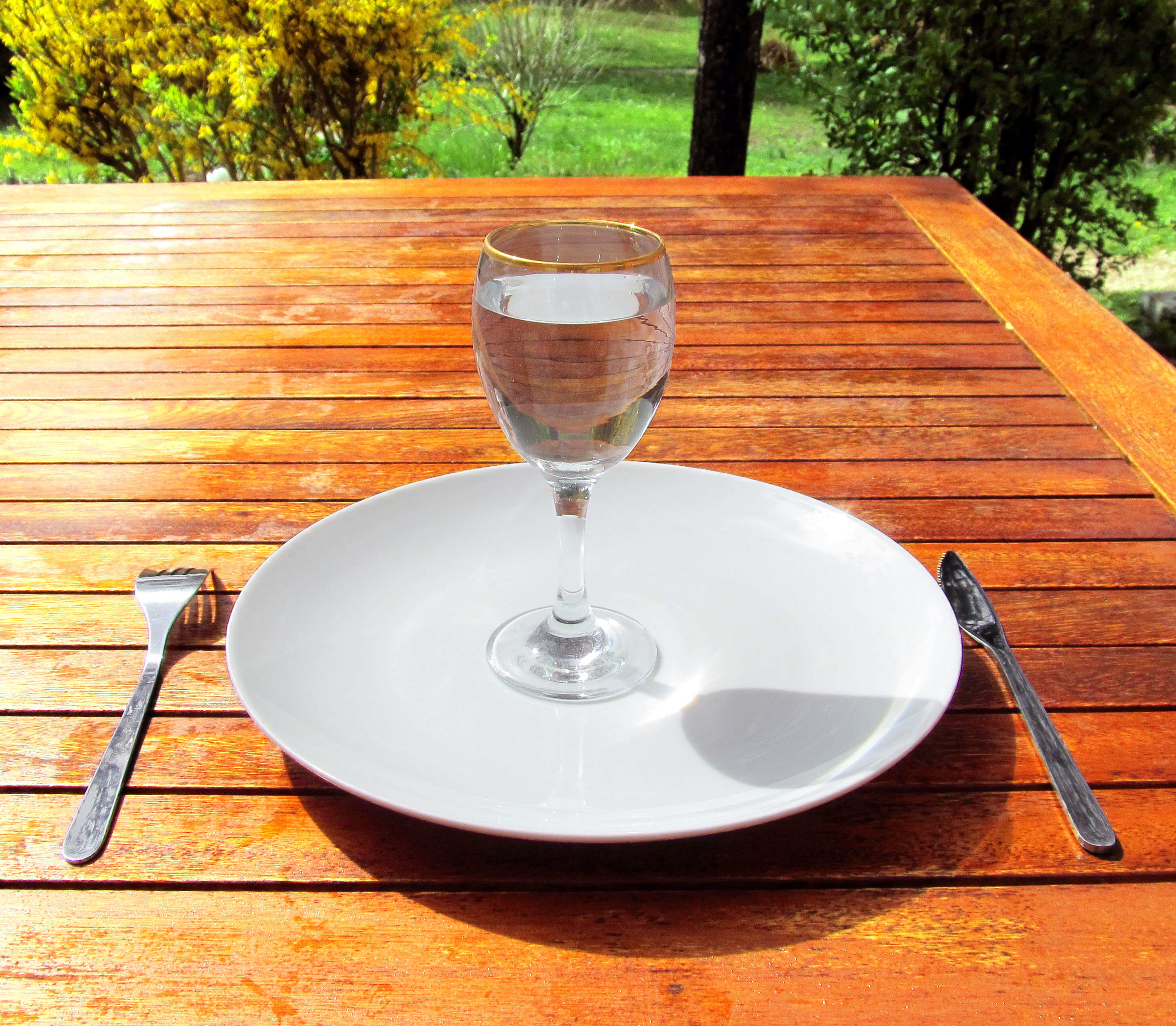
Ilustración del ayuno en la cultura occidental.

Se llama ayuno al acto de abstenerse total o parcialmente de comer o beber, por un periodo determinado.
Puede realizarse por diversos motivos, pero los principales son religiosos, como manifestación (en este caso se lo suele llamar huelga de hambre), o como técnica curativa en la naturopatía asociado o no a infusiones de plantas medicinales, medicinas naturistas.
Recientemente, varias investigaciones (muchas en ratas) han encontrado multitud de beneficios de los estados de ayuno o por lo general, de cetosis. Estos se han realizado mayormente en condiciones de ayuno intermitente o restricción calórica, y van desde neurológicos y prevención del alzheimer a metabólicos, cardiovasculares y cerebrovasculares.

## Ayuno religioso
El ayuno por razones espirituales y religiosas ha sido parte de las tradiciones humanas desde la prehistoria. Se menciona en el Upanishad, en el Mahabhárata, en la Biblia (tanto en el Antiguo Testamento como en el Nuevo Testamento), en el Talmud, y en el Corán.
Dependiendo de la tradición, la práctica del ayuno puede prohibir actos sexuales (o cualquier deseo sexual), masturbación. Otra práctica relacionada es la abstinencia, en que se evita ingerir ciertos grupos alimenticios, como la carne.
Cuando se toma un pequeño desayuno en uno de los días, se le llama a este parvo o parvedad.

### Ayuno judío
Para los judíos el Yom Kippur es el día judío del arrepentimiento, considerado el día más santo y más solemne del año. Su tema central es la expiación y la reconciliación. La comida, la bebida, el baño, y las relaciones conyugales están prohibidas. El ayuno comienza en el ocaso, y termina al anochecer del día siguiente.

#### Día de expiación
Era día anual de ayuno para los israelitas:

Éste será un estatuto perpetuo para ustedes y para los extranjeros que vivan entre ustedes: El día diez del mes séptimo deberán ayunar, y no podrán realizar ningún trabajo. Ese día se hará expiación por ustedes, y así delante del Señor quedarán limpios de todos sus pecados. Ese día será para ustedes un día de reposo y de ayuno. Es un estatuto perpetuo.
Levítico,  16, 29-31, Reina Valera Contemporánea

Después de la destrucción del Templo y del exilio en Babilonia se instituyeron al menos cuatro días de ayuno: el ayuno en el cuarto mes (el día noveno de Tammuz, cuando las murallas de Jerusalén fueron tomadas por los babilonios); el ayuno del quinto mes (cuando el Templo fue incendiado del séptimo al décimo día del mes); el ayuno del séptimo mes (en memoria del asesinato de Guedalías en el año nuevo) Jer 41, 1-2; y el ayuno del décimo mes (el noveno día cuando Jerusalén fue sitiado por los Babilonios (Zac 8,19).

#### Ayuno personal
Los salmos invitan frecuentemente al ayuno personal en ocasiones de dificultad: Salmos 35, 69, 109. Véase también Daniel 9:3; 10:3; Esdras 10:6; Nehemías 1:4
La práctica del ayuno era frecuente en el judaísmo del primer siglo y aparece en el Nuevo Testamento, especialmente con los discípulos de Juan Bautista (Mc 2,18). Jesús ayunaba (Cf Mt 4) y su advertencia a no manipular esta práctica para atraer atención (Cf Mt 6,17-18; Lc 18,12) no debe interpretarse como un rechazo. Como los profetas, Jesús enfatizó la contrición y el arrepentimiento como la esencia del ayuno.

### Ayuno islámico
En el islam, el ayuno o sawm (صَوْم [ṣawm]) del mes de ramadán, es el cuarto pilar del islam y una de las características del islam más conocidas entre los no musulmanes. La palabra ramadán designa, fuera de la lengua árabe, más el propio ayuno que el mes.
El ayuno se recomienda durante otros momentos del año, pero durante el ramadán es estrictamente obligatorio para todo el que pueda realizarlo. Se efectúa durante todos los días del mes desde la aurora hasta la puesta de sol. Modifica sensiblemente la vida de los musulmanes mientras dura: se vive más de noche y la gente se junta para compartir la ruptura del ayuno. Muchos emigrantes musulmanes vuelven a sus países de origen para ayunar con los suyos, en parte porque consideran que el ayuno es más duro si se está en un medio no musulmán. También cambia la alimentación y se preparan alimentos específicos de gran aporte energético.
Tiene seis condiciones:[cita requerida]
1. Estar atento al comienzo del mes siguiendo las fases de la luna. El mes de ramadán empieza con el noveno cuarto creciente (هلال hilāl) del año, y hay que procurar verlo en su primera noche. El mes que precede a ramadán es shaabán. Si la noche del 29 de shaabán es nublada y no se puede saber si ha aparecido o no la luna de ramadán (y lo relevante es verla), se considera que shaabán cumple su día número treinta y no se empieza a ayunar hasta el día siguiente, que será necesariamente primero de ramadán porque ningún mes lunar puede tener más de treinta días. Quien no haya visto personalmente la luna, pero le confirma su salida alguien digno de confianza (عدل ‘adl) que haya sido testigo de la aparición del creciente, está obligado a ayunar al día siguiente. Si la luna se ve en una región y no en otra que le sea colindante y lo bastante próxima como para tener conocimiento del hecho, el ayuno es obligatorio en ambas. Si la otra región es lejana, cada país tiene su propia luna.
2. La intención (نِيَّة niyya). El musulmán debe hacer un acto de intención la primera noche que precede al ayuno (cada noche en la opinión de los más exigentes) para hacer válido el ayuno. La intención consiste en que tome claramente la decisión de ayunar al día siguiente (o el resto del mes, según los que no exigen una intención diaria) cumpliendo con la obligación de guardar ramadán. La intención debe ser concreta: no basta con decidir ayunar, sino cumplir estrictamente con el ritual del ayuno de ramadán.
3. Abstenerse (إمساك imsāk) de hacer llegar algo a propósito al estómago sabiendo que se está en ayunas. Ingerir algo, sólido o líquido, anula el ayuno. Como beber y fumar se dicen igual en árabe, se entiende que la abstención incluye el tabaco. Si no se hace a propósito o si se hace por olvido, no anulan la validez del ayuno. Hay que estar pendiente del momento exacto en que comienza el ayuno cada día para no ingerir nada en la barrera que separa el tiempo de comer y el tiempo de ayunar, así como al final con la puesta del sol para no romper el ayuno antes de su momento exacto, pues ello anula su validez.
4. Abstenerse de mantener relaciones sexuales (جماع ǧimā‘) mientras dura el ayuno. El ŷimā‘ se refiere a la penetración, aunque no haya placer sexual ni eyaculación. Si la relación sexual tiene lugar durante la noche y se amanece sin haber hecho antes la ablución mayor, el estado de Ŷanāba (el que deriva de haber mantenido relaciones sexuales) no anula la validez del ayuno.
5. Abstenerse de la masturbación (إستمناء istimnā). Provocar una eyaculación durante el día anula la validez del ayuno.
6. Abstenerse de provocarse vómitos (إستقاء istiqā). El vómito no premeditado no anula el ayuno, si bien se debe procurar expulsarlo, bien evitando volver a tragarlo. Tragar las mucosidades que se generen en los pulmones o en la garganta no anula el ayuno, porque es prácticamente inevitable.

Están exentos de cumplir con el ayuno los niños, los enfermos, los viajeros, las mujeres durante el periodo de la menstruación y las mujeres embarazadas que deben cumplirlo cuando puedan.

### Ayuno cristiano
Debido a que el cristianismo proviene de forma directa del judaísmo, el ayuno cristiano comparte muchas características con el ayuno judío.
Las características del ayuno varían entre las denominaciones, el catolicismo distingue entre "ayuno" (que involucra una comida de tamaño normal, lo cual se puede suplementar si es necesario con dos pequeñas comidas [colaciones], las cuales, juntas, no pueden sumar el tamaño de una comida normal) y "abstinencia" (ninguna carne roja). El período de ayuno más conocido es la cuaresma, el cual tiene unos 40 días de duración. En la actualidad, la Iglesia católica prescribe como días de ayuno obligatorio el Miércoles de ceniza y el Viernes santo, recomendando el ayuno personal. Cerca de la mitad de los protestantes carecen de la tradición del ayuno. En iglesias evangélicas y denominaciones para-denominacionales, el ayuno se practica frecuentemente, muchos de los cuales lo llevan a cabo con abstinencia total de alimentos durante un lapso, ingiriendo solamente agua.
El ayuno cristiano ha sido utilizado de diversas maneras a través de la historia.
La enseñanza del ayuno es tomada principalmente del ayuno realizado por Jesucristo durante sus cuarenta días en el desierto, después de haber sido bautizado.
En la iglesia primitiva el ayuno era un periodo de recogimiento, normalmente constaba de dos días de ayuno semanales, ya que era costumbre de los judíos devotos ayunar esa cantidad de días, aunque para realizar una diferenciación observaban días distintos. Los judíos observaban el ayuno los lunes y jueves, mientras que los cristianos los miércoles y viernes.
Cabe aclarar que los cristianos primitivos no practicaron el ayuno como requisito religioso, pero sí ayunaban en ocasiones especiales. Por ejemplo, cuando se apartó a Bernabé y Pablo para la obra misional en Asia Menor, hubo ayuno y oración. También se ofrecieron oraciones “con ayunos” cuando se nombraron cargos de responsabilidad. (Hechos de los Apóstoles 13:2,3; 14:23.) Por consiguiente, los cristianos primitivos no estaban bajo el mandato de ayunar, pero tampoco se les prohíbía hacerlo. (Romanos 14:5, 6.)
Durante los primeros años del siglo III los que se preparaban para ser bautizados realizaban un ayuno durante el viernes y el sábado, y su bautismo tenía lugar en la madrugada del domingo, de manera análoga a la resurrección de Jesús.
Con la declaración del cristianismo como religión oficial del estado por el Concilio de Nicea, el ayuno comenzó a declinar en fuerza, debido a que en la Europa Occidental no era bien visto el ayuno y la falta de sueño por el solo hecho de castigar el cuerpo. Esto cambió durante las cruzadas, cuenta la historia que Pedro Bartolomé indicó a los cruzados que ayunaran por cinco días, y después atacaran a sus enemigos.
El ayuno debe realizarse con el fin de buscar la presencia de Dios, alimentar el espíritu y así poder tener control sobre la naturaleza carnal. (Gálatas 5:16-17) Es de aclarar que la Biblia enseña que no es correcto ayunar con el fin de ser visto por otros y aparentar ser espirituales. (Mateo 6:16)
El ayuno para los miembros de La Iglesia de Jesucristo de los Santos de los Últimos Días  es una práctica normal el cual tiene una duración de 24 horas si el que realiza el ayuno soporta el sacrificio; los miembros de la Iglesia ayunan por sugerencia de sus líderes una vez al mes, el cual tiene lugar por recomendación el primer fin de semana del mes y este es comenzado al mediodía del sábado y termina al mediodía del domingo; durante este tiempo los miembros se abstienen de todo tipo de comida y bebida. Se recomienda que tanto niños como mujeres embarazadas ó lactantes no practiquen el ayuno, así como muy ancianos, enfermos o con algún estado de salud especial.
Los Santos de los Últimos Días (SUD) ayudan con propósitos, bien sea dar gracias por las bendiciones recibidas o pedir algún tipo de bendición. Consideran el ayuno una forma especial y poderosa de pedir y dar gracias a Dios. El tiempo de ayuno se inicia y culmina con una oración en la que se declara el o los propósitos del ayuno. Durante el tiempo de ayuno oran y leen las escrituras varias veces. Los miembros ayunan por un periodo de dos comidas y los recursos no usados durante el ayuno, o sea, el dinero es considerado como ofrenda de ayuno, la cual entregan de forma generosa y voluntaria a los líderes locales de la congregación, y es usada para ayudar a los hermanos necesitados de la congregación y/o de la comunidad. También es práctica común entre los mormones ayunar cualquier día del mes y de la semana y más de una vez por mes.
Existen diversos tipos de ayuno para algunas, pero no todas diversas ramas de Cristianismo:[cita requerida]
- Ayuno normal. Abstinencia de alimentos, sin eliminar el agua, por un período limitado.
- Ayuno parcial. Consiste en una dieta limitada, donde se dejan fuera todo tipo de postres y frutas, carnes, vinos y "manjares", y se cambia por una dieta donde solo hay legumbres y verduras. Ejemplo de esto es Daniel 10:2-3.
- Ayuno medio. Suelen hacerlos los miembros que por problemas de salud no pueden aguantar un ayuno completo, este ayuno generalmente se hace en las mañanas; es decir que sólo se come una comida al día.

## Efectos adversos

### Síndrome de realimentación
El síndrome de realimentación es una alteración metabólica que se produce como resultado de la reinstitución de la nutrición en personas y animales que están muertos de hambre, gravemente malnutridos o metabólicamente estresados debido a una enfermedad grave. Cuando se ingiere demasiado alimento o suplemento nutricional líquido durante los cuatro a siete días iniciales tras un episodio de malnutrición, la producción de glucógeno, grasa y proteína en las células puede causar concentraciones bajas de suero de potasio, magnesio e fosfato.  El desequilibrio electrolítico puede causar síntomas neurológicos, pulmonares, cardíacos, neuromusculares y hematológicos, muchos de los cuales, si son lo bastante graves, pueden causar la muerte.
El síndrome de realimentación puede producirse cuando una persona no come durante varios días seguidos, normalmente a partir de 4-5 días sin ingerir alimentos. 

### Cálculos biliares
El ayuno puede aumentar el riesgo de desarrollar cálculos biliares en algunas personas. Se cree que esto ocurre debido a la disminución del movimiento de la vesícula biliar al no haber alimentos que digerir, lo que puede hacer que la bilis se concentre en exceso con colesterol, combinado con la secreción extra de colesterol en la bilis por parte del hígado a medida que el cuerpo metaboliza la grasa durante la pérdida rápida de peso, lo que agrava aún más la situación. 